# Melanocryptus niger
Melanocryptus niger är en stekelart som först beskrevs av Szepligeti 1916.  Melanocryptus niger ingår i släktet Melanocryptus och familjen brokparasitsteklar. Inga underarter finns listade i Catalogue of Life.